# Remmet van Luttervelt
Remmet van Luttervelt (Hilversum, 18 oktober 1884 - Lochem, 4 mei 1956) was een Nederlandse burgemeester.

## Leven en werk
Van Luttervelt was een zoon van de kantongerechtgriffier mr. Remmet van Luttervelt (1847-1905) en Diederieka de Voogt (1856-1926). Hij studeerde na zijn middelbareschoolopleiding aan de Koninklijke Militaire Academie te Breda. Na een 15-jarige carrière als officier bij de cavalerie werd hij in februari 1923 benoemd tot burgemeester van de Drentse gemeente Zuidlaren. Op 11 maart 1929 volgde zijn benoeming tot burgemeester van de Gelderse gemeente Lochem. Deze functie vervulde hij tot 1949 toen hij op eigen verzoek eervol ontslag kreeg verleend. Zijn burgemeestersloopbaan werd in de oorlogsjaren onderbroken, omdat hij in 1942 werd ontslagen door de Duitse bezetter. Direct na de bevrijding werd hij weer in zijn functie hersteld.
Van Luttervelt trouwde op 19 oktober 1915 te Haarlem met Willemina Johanna Susanna Badon Ghijben (1893-1980), dochter van kolonel Willem Badon Ghijben en Willemina Johanna Susanna Huijsinga. Zij waren de ouders van onder anderen kunsthistoricus dr. Remmet van Luttervelt (1916-1963), conservator bij het Rijksmuseum te Amsterdam. Hij overleed op 4 mei 1956 op 71-jarige leeftijd. In Lochem werd het Van Lutterveltplein naar het echtpaar vernoemd, om zo ook zijn vrouw die in Lochem maatschappelijk actief was, te eren.